# Breg pri Sinjem Vrhu
Breg pri Sinjem Vrhu este o localitate din comuna Črnomelj, Slovenia, cu o populație de 5 locuitori.